# Округ Грин (Илиноис)
Округ Грин (енгл. Greene County) је округ у америчкој савезној држави Илиноис.

## Демографија
По попису из 2010. године број становника је 13.886, што је 875 (-5,9%) становника мање 2000. године.
| Група             | 2000.          | 2010.          |
| Белци             | 14.442 (97,8%) | 13.517 (97,3%) |
| Афроамериканци    | 110 (0,7%)     | 119 (0,9%)     |
| Азијати           | 16 (0,1%)      | 16 (0,1%)      |
| Хиспаноамериканци | 77 (0,5%)      | 115 (0,8%)     |
| Укупно            | 14.761         | 13.886         |